# Parque Boca da Mata
O Parque Boca da Mata foi criado considerando-se a necessidade de preservação da nascente do Córrego Taguatinga, bem como sua mata ciliar remanescente e está situado entre as regiões administrativas de Taguatinga e Samambaia, no Distrito Federal. 

## Histórico
De acordo com os Planos Diretores Locais das duas regiões administrativas partes do parque pertence a cada uma. Com o intuito de proteger os campos de murunduns ali existentes e propiciar à população condições para recreação e lazer em contato harmônico com a natureza, foi criado pelo Decreto 13.244, de  7 de junho de 1991. Está localizado na área de relevante interesse ecológico Parque Juscelino Kubistchek (ARIE JK), perto da via de ligação Taguatinga-Samambaia. De acordo com o planejamento da NOVACAP de 2007/2008, o Parque terá sua vegetação reabilitada com espécies nativas, e, segundo os interesses dos moradores, algumas de suas áreas deveriam ser transformadas em praças de esportes.
Ao norte faz divisa com a quadra QSE em Taguatinga. Na parte leste situa-se o Setor de Postos e Motéis, próximo à fábrica da Coca-Cola em Taguatinga. No ponto oeste está várias quadras de Samambaia. Ao sul encontra-se a BR-060.